# HMS Trident (N52)
Pour les autres navires du même nom, voir HMS Trident.
Le HMS Trident est un sous-marin du premier groupe de la classe T en service dans la Royal Navy. 
Construit au chantier naval Cammell Laird à Birkenhead, sa quille est posée le 12 janvier 1937, lancé le 7 décembre 1938 et mis en service le 1er octobre 1939 sous le commandement du commander James Gordon Gould. 

## Historique

### Mer du Nord
En mai 1940, le Trident opère dans le fjord de Kors, en Norvège, au cours duquel il détruit un navire de ravitaillement allemand avec une torpille, après l'avoir forcé à l'échouement lors d'une première action armée. De 1941 à la mi-1943, le submersible opère en mer du Nord au cours duquel il envoie par le fond les navires marchands allemands Edmund Hugo Stinnes 4, Ostpreußen, Donau II, Hödur et Bahia Laura, le pétrolier allemand Stedingen et le chasseur de sous-marins auxiliaire allemand UJ 1213 / Rau IV. Il endommage également les navires marchands allemands Cläre Hugo Stinnes et Levante, attaquant sans succès les navires marchands allemands Palime, Wandsbek, Pelikan et Altkirch, le pétrolier allemand Dithmarschen, le navire-hôpital allemand Birka, le navire dépôt de dragueurs de mines allemand MRS 3 / Bali et le U-boot U-31. Lors de son retour vers la base de Polyarnoe, en Russie, le Trident manque l'U-boot U-566. 
Le 23 février 1942, il localise les croiseurs lourds allemands Prinz Eugen et Admiral Scheer (escortés par les destroyers Z 7 Hermann Schoemann et Z 25) au large de la Norvège. Sept torpilles sont tirées dont une touche le Prinz Eugen à l'arrière, bloquant son gouvernail et endommageant ses moteurs. L'Admiral Scheer parvient à s'échapper. 
Pendant cette période, le sous-marin avait comme mascotte un jeune renne à son bord. Il avait été offert en cadeau par les Russes en août 1941 dans le cadre des cérémonies diplomatiques en l'honneur de l'alliance entre la Russie et la Grande-Bretagne. Le renne a été baptisé Pollyanna (d’après la base russe) et s’est apparemment bien adapté à la vie à bord. Lorsque le sous-marin est rentré au Royaume-Uni, Pollyanna avait tellement grandi qu'il a du être ligoté de manière à pouvoir être extirpé du submersible en toute sécurité. Pollyanna a ensuite passé le reste de sa vie au zoo local.

### Mer Méditerranée
En 1943, le Trident est affecté en Méditerranée. Il coula cinq voiliers et endommagea le navire marchand italien Vesta et le patrouilleur allemand GA 41 / Tassia Christa, puis attaqua le chasseur auxiliaire de sous-marins allemand UJ 2202. Il manqua également deux sous-marins, le navire marchand italien Agnani et le cargo français Cap Corse.  
Le 6 avril 1943, dans le cadre d'une mission de débarquement et récupération de résistants, le sous-marin débarque à l‘embouchure du Travo Paulin Colonna d’Istria, missionné par Giraud et accompagné de son radio, Lionel Lee. De Saule, chef de l'opération Pearl Harbour, en Corse depuis le 13 décembre, est embarqué pour rejoindre Alger ; ainsi que Jickell de la mission Sea Urchin débarqué avec Scamaroni début janvier. 
Peu de temps après avoir été déployé en Méditerranée, il fait route vers l'Extrême-Orient et le Pacifique qu'il atteint vers le milieu de 1943. 

### Extrême-Orient

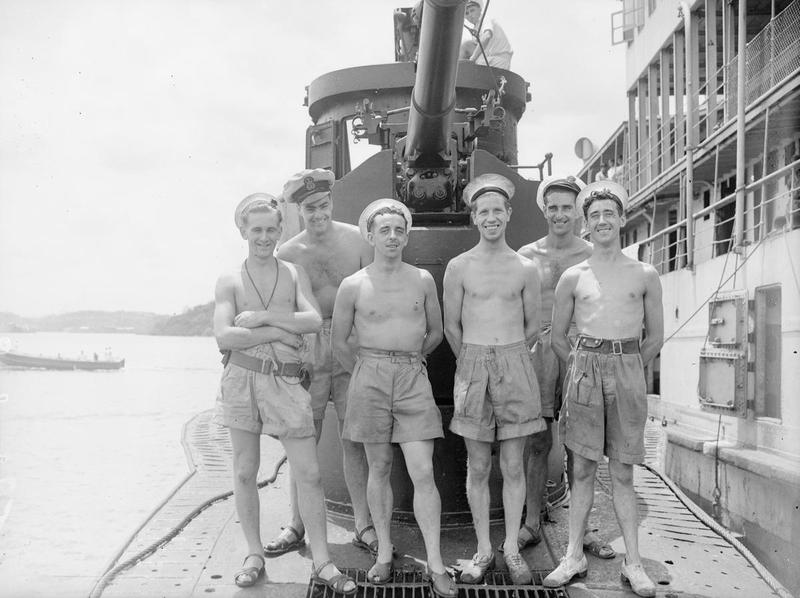
L'équipage du Trident à la fin de juillet 1945, vers la fin de la guerre.

Il passe la dernière partie de sa carrière à mener des opérations contre les Japonais. Il coule notamment un voilier et une barge de débarquement japonais, attaquant sans succès le croiseur japonais Kashii. Le 19 juin 1945, le Trident coule avec son canon de pont une péniche de débarquement au large des îles Batu, en Indonésie. 

### Après-guerre
Le HMS Trident survit à la guerre et est vendu pour démolition le 17 février 1946. L'entreprise John Cashmore Ltd de Newport fut chargée de sa démolition.